# プラントル数
プラントル数（プラントルすう、英: Prandtl number）は熱伝導に関する無次元の物性値であり、流体の動粘度と温度拡散率の比である。名称はルートヴィヒ・プラントルにちなむ。

## 定義
しばしば Pr と書かれ、次の式で定義される：
{\displaystyle {\mathit {Pr}}={\frac {\nu }{\alpha }}={\frac {\eta c_{\mathrm {p} }}{k}}}
ここで
- ν = η/ρ : 動粘度
- α = k/(ρcp) : 温度拡散率

- η : 粘度 (Pa s)
- k : 熱伝導率（J s-1m-1K-1）
- ρ : 密度（kg m-3）
- cp : 比熱（J kg-1K-1）

## 例
| 物質           | プラントル数 |
| -------------- | ------------ |
| 水銀           | 0.015        |
| 空気などの気体 | 約0.7        |
| デンプン       | 0.845        |
| 冷媒R-12       | 4 - 5        |
| 水（常温）     | 約7          |
| エンジンオイル | 100 - 40,000 |
| マントル       | 約1024       |

## 物理的な意味
熱対流における対流セルの水平パターンは、実際の流体の空間スケールに関係なく、プラントル数とレイリー数の関係によって決まることが知られている。プラントル数が大きいほど定常な対流セルを得やすいため、実験ではプラントル数の大きいシリコンオイルなどを用いることがある。
プラントル数の大きな流体は以下の性質を持つ：
- 粘度 > 温度拡散率
- 速度境界層厚さ > 温度境界層厚さ
- 断熱的性質を持つ。